# (13688) Oklahoma
(13688) Oklahoma (1997 RJ7) – planetoida z pasa głównego asteroid okrążająca Słońce w ciągu 5,58 lat w średniej odległości 3,14 j.a. Odkryta 9 września 1997 roku.